# Villa Le Corti (Firenze)
Villa Le Corti si trova a Firenze, all'incrocio tra via del Pian dei Giullari, via San Matteo in Arcetri e il viuzzo di Monteripaldi.
La piazzetta antistante alla villa fino all'Ottocento aveva al centro un pozzo, come documentò lo Stradano nell'affresco dell'Assedio di Firenze nella sala di Clemente VII a Palazzo Vecchio, e qui venivano montate anticamente anche le forche degli impiccati, a monito di chi arrivava in città dalla via dell'Impruneta.
La villa era anticamente lo Spedale di Santa Trinità e Santa Croce, nato nel Trecento per iniziativa della famiglia Bonaccorsi, che era annesso ad un oratorio abbellito da un portichetto esterno dove potevano riposarsi i viaggiatori. L'oratorio, che conservava dipinti cinquecenteschi dell'Empoli, venne soppresso con l'Ospedale all'inizio del XIX secolo e vi venne ricavata la villa. Lo stemma dei Bonaccorsi è ancora oggi visibile in alto, sulla facciata intoncata di rosso. Nell'oratorio odierno si trova una Santissima Trinità di scuola botticelliana.
Sulla facciata si trova anche una lapide che ricorda i morti della zona nella prima guerra mondiale. 

## Altre immagini

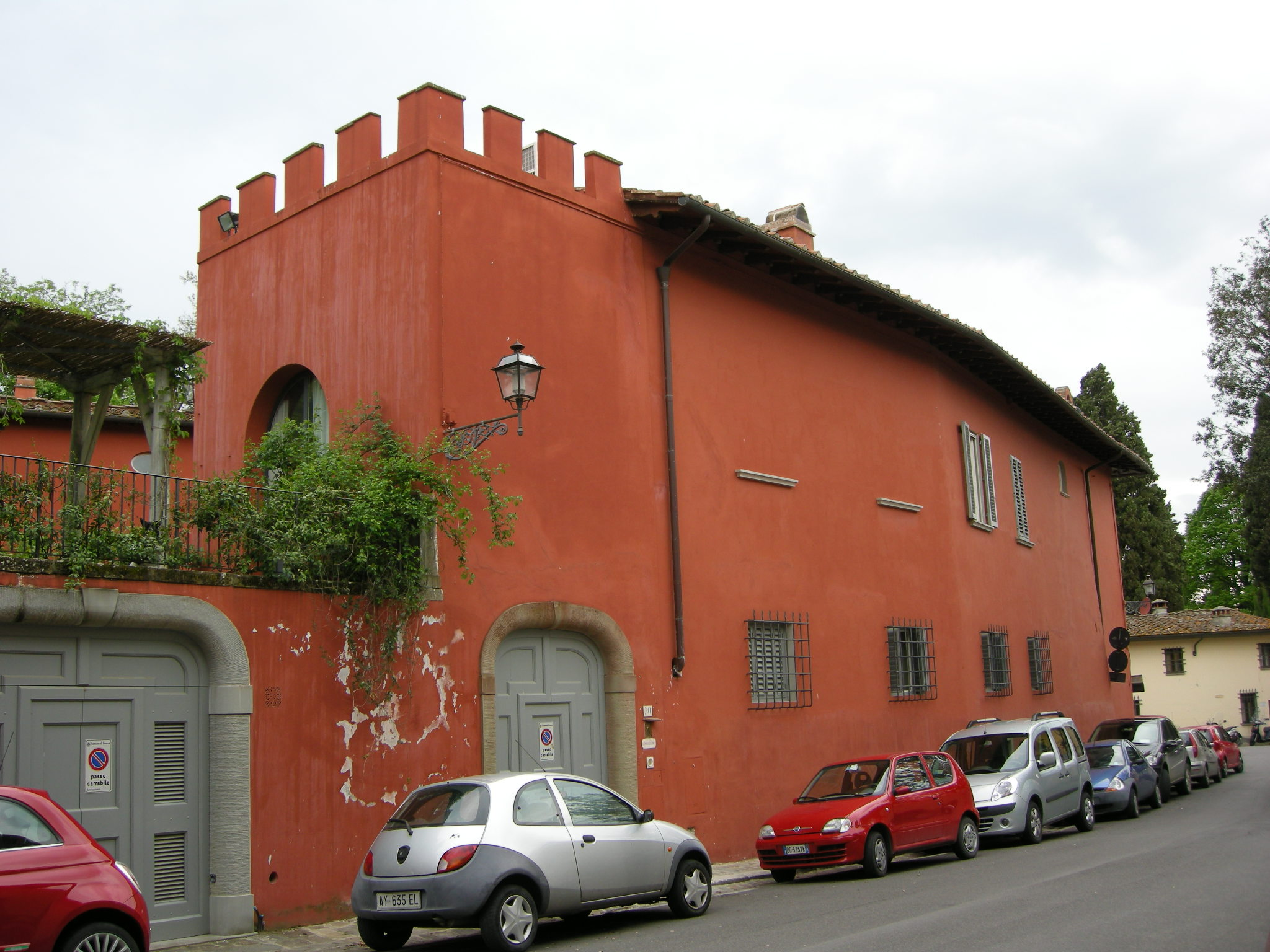
Retro
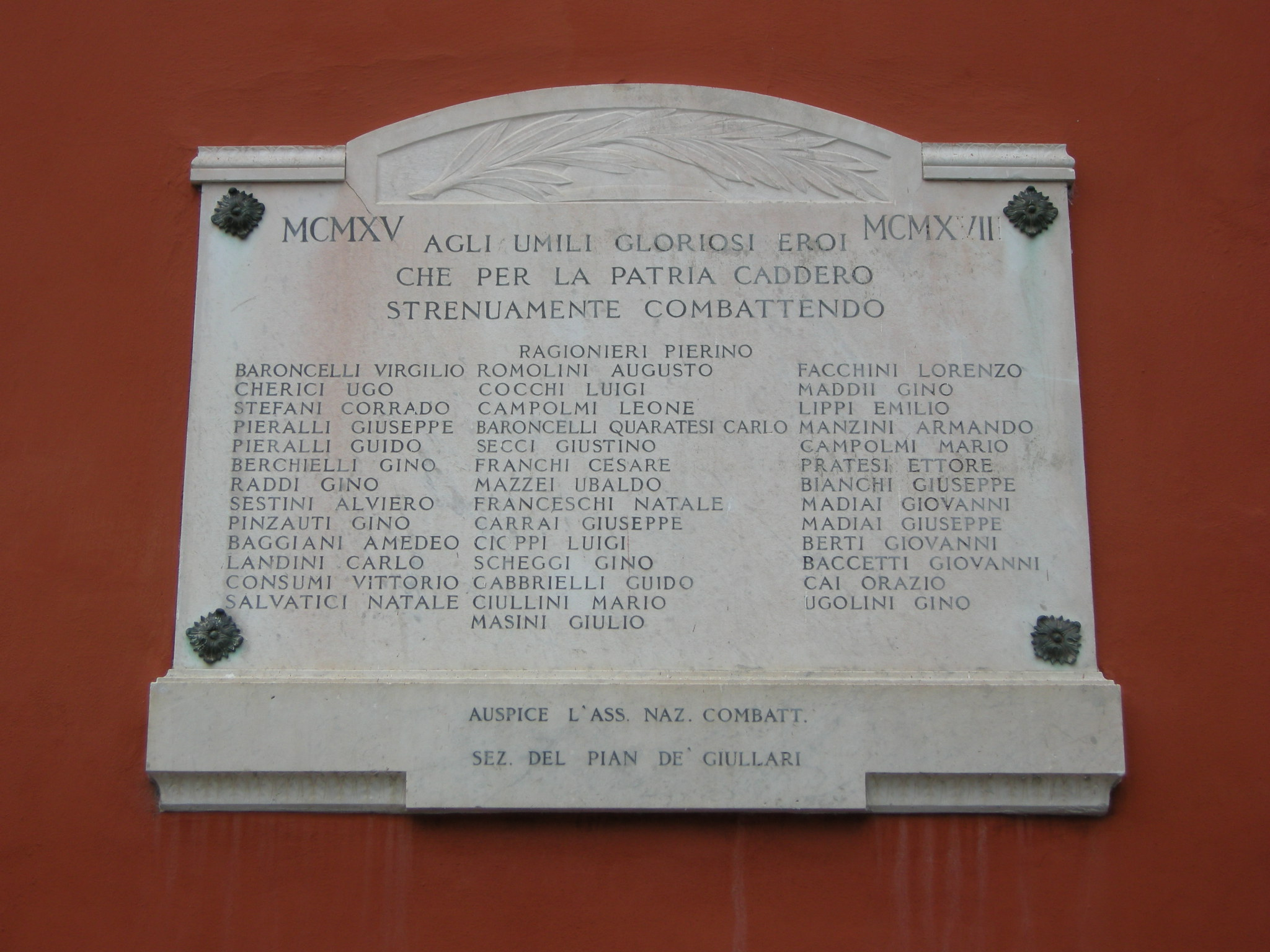
Targa
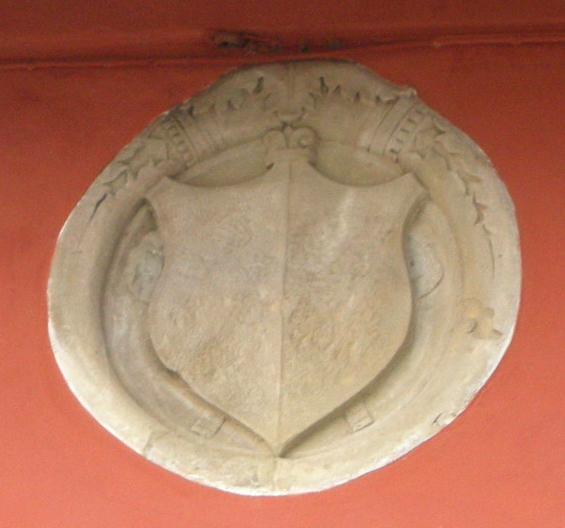
Stemma
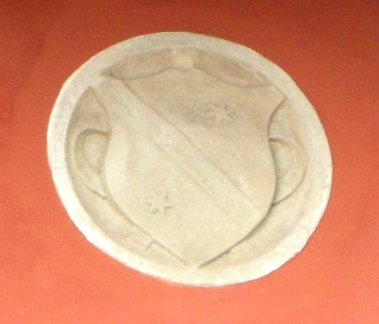
Stemma